# Горнау
Горнау (нім. Gornau) — громада в Німеччині, розташована в землі Саксонія. Входить до складу району Рудні Гори. Складова частина об'єднання громад Чопау.
Площа — 19,87 км2. Населення становить 3749 ос. (станом на 31 грудня 2020).

## Географії

### Адміністративний поділ
Громада включає 3 населених пункти:
- Горнау
- Діттманнсдорф
- Вічдорф